# Festival d'Angoulême 2010
Le 37e festival international de la bande dessinée d'Angoulême s'est déroulé du 28 janvier au 31 janvier 2010.

## Affiche
L'affiche du festival est un dessin réalisé par Blutch.

## Palmarès

### Grand prix de la ville
Le grand prix de la ville d'Angoulême 2010 est le dessinateur et scénariste Baru.

### Prix décernés par le grand jury

#### Palmarès
- Meilleur album : Pascal Brutal tome 3 - Plus fort que les plus forts, de Riad Sattouf, Fluide glacial
- Public : Paul à Québec, de Michel Rabagliati, La Pastèque
- Spécial du Jury : Dungeon quest t.1, de Joe Daly, L'Association
- Série : Jérôme K. Jérôme Bloche T.21 - Déni de fuite, de Alain Dodier, Dupuis
- Intergénérations : L'esprit perdu de Matthieu Bonhomme et Gwen de Bonneval, Dupuis
- Regards sur le monde : Rébétiko (la mauvaise herbe) de David Prudhomme, Futuropolis
- de l'Audace : Alpha…Directions de Jens Harder, Éditions Actes Sud
- Révélation : Rosalie Blum tome 3 de Camille Jourdy, Éditions Actes Sud
- Patrimoine : Paracuellos de Carlos Giménez, Fluide glacial
- Jeunesse : Lou ! tome 5 : laser ninja de Julien Neel, Glénat
- Alternative : Special Comix[1] no 3, publié à Nanjing (Chine)

#### Sélection officielle
| - Les enfants du Capitaine Grant d’Alexis Nesme aux éditions Delcourt - Allegretto deprimoso de Romain Dutreix aux éditions Fluide glacial - Alpha directions de Jens Harder aux éditions Actes sud - l’An 2 - L’Ancien temps tome 1: le roi n'embrasse pas de Joann Sfar aux éditions Gallimard - Au Rallye de Pierre Place aux éditions Warum - Aujourd’hui n’existe pas de Annco aux éditions Cornélius - Billy Brouillard de Guillaume Bianco aux éditions Soleil - Blast tome 1 de Manu Larcenet aux éditions Dargaud - Blessure d’amour propre de Martin Veyron aux éditions Dargaud - Britten et associé tome 1 de Hannah Berry aux éditions Casterman - Commandant Achab de Stéphane Douay et Stéphane Piatzszek aux éditions Soleil - Dix petits insectes de Vincent Pianina et Davide Cali aux éditions Sarbacane - Droit du sol de Charles Masson aux éditions Casterman - Dungeon quest de Joe Daly aux éditions L'Association - Eightball de Daniel Clowes aux éditions Cornélius - L’Epervier tome 7 de Patrice Pellerin aux éditions Quadrants / Soleil - La Genèse de Robert Crumb aux éditions Denoël Graphic - George Sprott de Seth aux éditions Delcourt - La Guerre d'Alan – intégrale de Emmanuel Guibert aux éditions L'Association - Hector Humbra de Uli Oesterle aux éditions Akileos - L’Homme Bonsaï de Fred Bernard aux éditions Delcourt - Ida de Chloé Cruchaudet aux éditions Delcourt - Ikigami tome 1 de Motorō Mase aux éditions Asuka - Il était une fois en France tome 3 de Fabien Nury et Sylvain Vallée aux éditions Glénat - L’île au poulailler de Laureline Mattiussi aux éditions Treize Etrange - James Bond, les origines : Silverfin de Kev Walker et Charlie Higson aux éditions Casterman - Je mourrai pas gibier de Alfred aux éditions Delcourt - Je ne suis pas mort de Hiroshi Motomiya aux éditions Delcourt - Jérôme K. Jérôme Bloche tome 21 de Alain Dodier aux éditions Dupuis | - La Jeune fille et le nègre tome 2 de Judith Vanistendael aux éditions Actes sud - l’An 2 - Jolies Ténèbres des Kerascoët et Fabien Vehlmann, aux éditions Dupuis - Keko le Magicien de Carlos Nine aux éditions Rackham - Kinky et Cosy l’intégrale de Nix aux éditions Le Lombard - Lincoln tome 6 de Jérôme Jouvray et Olivier Jouvray aux éditions Paquet - Magasin général, tome 5 Montréal de Jean-Louis Tripp et Régis Loisel aux éditions Casterman - Manioka de NkodeM (Nicolas Grand) aux éditions KSTR - Messire Guillaume – L’esprit perdu de Matthieu Bonhomme et Gwen De Bonneval aux éditions Dupuis - Milan K de Corentin et Sam Timel aux éditions les Humanoïdes associés - Misery Loves comedy de Ivan Brunetti aux éditions Cambourakis - L’Or et le sang de Bedouel, Merwan et Nury aux éditions 12bis - Pachyderme de Frederik Peeters aux éditions Gallimard - Pascal Brutal tome 3 de Riad Sattouf aux éditions Fluide glacial - Paul tome 6 : Paul à Québec de Michel Rabagliati aux éditions La Pastèque - Le Petit rien tout neuf avec un ventre jaune de Pascal Rabaté aux éditions Futuropolis - Primal Zone de Pierre-Yves Gabrion aux éditions Delcourt - La Princesse du sang de Max Cabanes et Jean-Patrick Manchette aux éditions Dupuis - Rebetiko de David Prudhomme aux éditions Futuropolis - Le Réveil du Zelphire de Karim Friha aux éditions Gallimard / Bayou - Rosalie Blum tome 3 de Camille Jourdy aux éditions Actes Sud BD - La Saison des flèches de Guillaume Trouillard et Samuel Stento aux éditions Cerise - Siegfried tome 2 de Alex Alice aux éditions Dargaud - Le Signe de la lune, Enrique Bonet et José Luis Munuera, Dargaud - Tea Party de Nancy Peña aux éditions La Boîte à bulles - Une Histoire populaire de l’Empire américain de Mike Konopacki et Paul Buhle, d’après Howard Zinn aux éditions Vertige Graphic - Une vie chinoise de Li Kunwu et P.Otiê aux éditions Kana - Le Vagabond de Tokyo de Fukutani Takashi aux éditions Le Lézard noir - La Vierge froide de Hervé Tanquerelle et Gwen De Bonneval aux éditions Sarbacane |

### Autres prix du festival
- Jeunes talents 
  - 1er lauréat : Guillaume Chauchat, Strasbourg
  - 2e lauréat : Léon Maret, Paris
  - 3e lauréat : Miroslav Sekulic, Zagreb (Croatie)
- Jeunes talents de la région Poitou-Charentes : Mickaël Jourdan, Angoulême
- Concours de la BD scolaire :
  - Angoulème : Léopold Bensaid – 13 ans – Collège les Chènevreux à Nanterre
  - Humour : Pauline Hébert – 16 ans - Lycée des Arènes à Toulouse
  - graphisme : Cécile Bidault – 15 ans – Espace Saint Jean à Melun
  - Scénario : Timothée Bart – 16 ans – Lycée privé du Sacré Cœur à Rouen
- Écoles d’Angoulême : Franky Snow T.10 de Eric Buche, Glénat
- Collégiens de Poitou-Charentes : Les enfants du capitaine Grant T.1, d’après Jules Verne par Alexis Nesme, Delcourt
- Strip
  - 1er lauréat : Loïc Chevallier, Montlouis-sur-Loire (Indre-et-Loire)
  - 2e lauréat : Benjamin Gérard, Fougères (Ille-et-Vilaine)
- Concours Anim’ ton fauve : Julien Farto
- Révélation Blog : Lilla ( )

### Prix décernés en marge du festival
- Prix de l’École Supérieure de l’Image
- Prix de la meilleure bande dessinée francophone du Festival d'Angoulême : le choix polonais